# Marvel Moreno
Marvel Luz Moreno Abello (Barranquilla, 23 de septiembre de 1939 - París, 5 de junio de 1995) fue una escritora colombiana. En los años 1960 se relacionó con el Grupo de Barranquilla. Fue escogida por la revista Cromos como una de las cien mujeres más influyentes de la historia de Colombia.

## Biografía

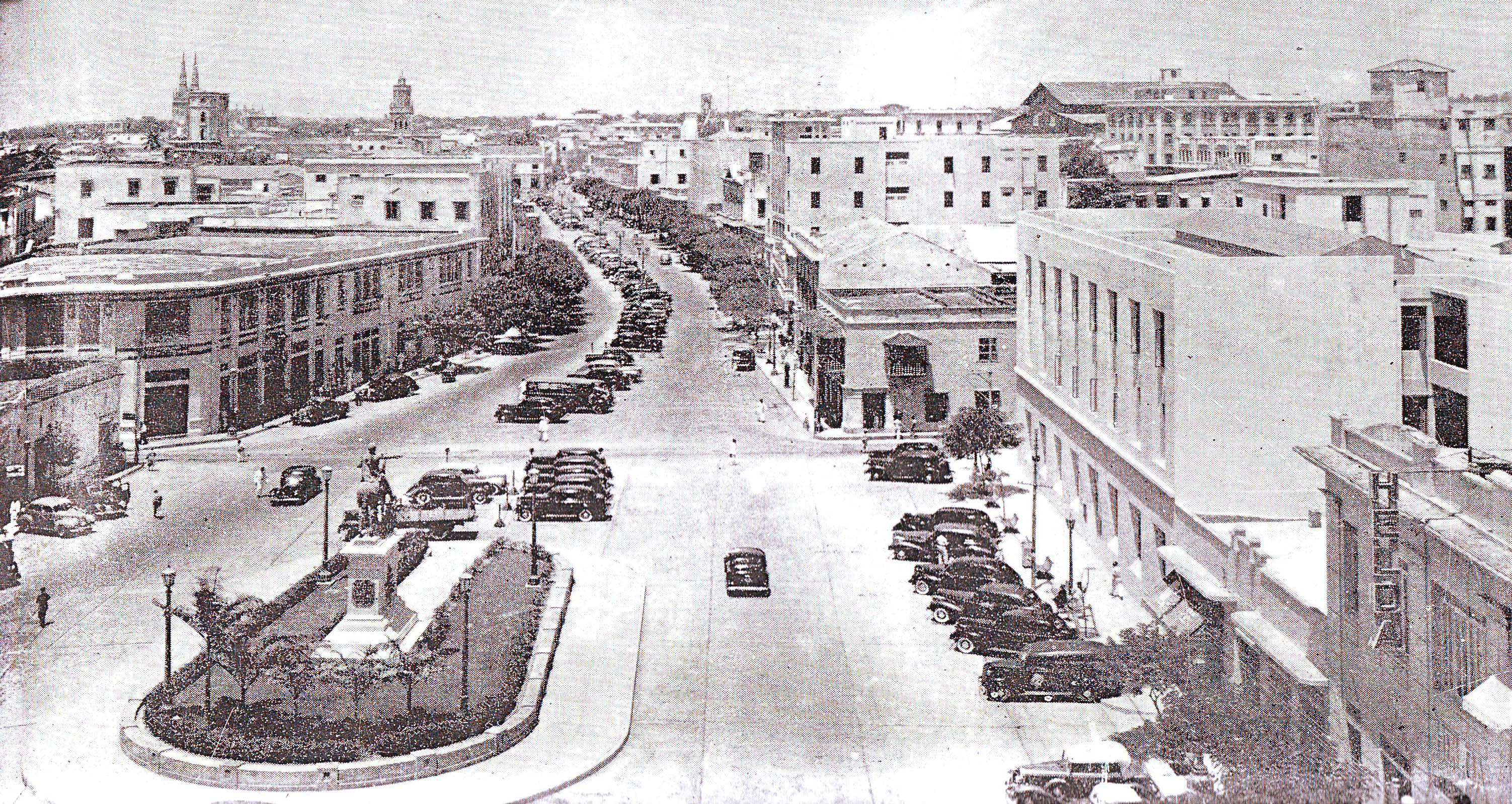
La Barranquilla de los años 1940 es la inspiración Marvel Moreno.

Fue hija de Benjamín Jacobo Moreno y de Berta Abello de Moreno, y hermana de Ronal Moreno Abello, uno de los promotores de la ciencia ficción en Colombia. Formaba parte de una tradicional familia acomodada de Barranquilla, siendo esto un elemento constante en toda su obra literaria.  
Fue la primera mujer en la facultad de Economía de la Universidad del Atlántico, y en 1959 fue reina del carnaval de Barranquilla. 
A comienzos de los años 1960 conoció a Alejandro Obregón, el pintor más importante de Colombia de la segunda mitad del siglo XX. Por él se relaciona con otros integrantes del Grupo de Barranquilla, entre ellos, Álvaro Cepeda Samudio, Gabriel García Márquez y Germán Vargas Cantillo, quien fue decisivo para su vida literaria. En este medio conoció a su primer esposo, el periodista y escritor Plinio Apuleyo Mendoza, con quien contrajo matrimonio en 1962, y con quien tuvo dos hijas. Conoció a algunos amigos de su esposo, entre ellos al sacerdote católico y posteriormente guerrillero Camilo Torres. Entabló amistad con la crítica de arte y escritora argentina Marta Traba.   
En 1971 se traslada definitivamente a París, donde se acercó de especial modo a la pintura, de la que se volvió estudiosa y gran conocedora. Desde entonces estrechó preferentemente vínculos de amistad con pintores y artistas, participando activamente en la aventura de Libre, revista literaria en español de vital importancia en ese periodo, dirigida por Plinio Apuleyo Mendoza, y órgano que aglutinaba en torno suyo a los escritores latinoamericanos residentes o exiliados en París. Mientras colaboraba con la revista como redactora, hasta 1972, estableció vínculos con los escritores del boom latinoamericano, entre ellos Carlos Fuentes, Julio Cortázar y Mario Vargas Llosa. Así mismo, se relacionó con Octavio Paz, Jorge Semprún, Severo Sarduy, Jorge Edwards, José Luis Cuevas, Rodolfo y Eduardo Manet.  
En 1982 se casó en segundas nupcias con el ingeniero francés Jacques Fourrier.   
Falleció a causa de lupus el 5 de junio de 1995 en París. Horas antes había logrado escribir las primeras líneas de un cuento que tituló "Un amor de mi madre". A su muerte, su obra tomó mayor vigencia. Como homenaje póstumo a la escritora, Jacques Gilard organizó un coloquio internacional en la Universidad de Toulouse en 1997. Sus cuentos, incluidas las primeras líneas del texto final, fueron compilados en el volumen Cuentos completos, publicado por editorial Norma en el año 2001, dentro de la colección La otra orilla.

## Obra
Su obra muestra la figura de la mujer oprimida y estigmatizada, triste y opacada por la sociedad barranquillera, en medio de complejas simbologías y juegos narrativos; poniendo de manifiesto la problemática vida de la mujer en una sociedad elitista y cerrada como la de Barranquilla en los años 1940 y 1950.

El discurso de lo femenino está presente en los cuentos desde sus personajes, que son, en su mayoría, femeninos: la abuela, la hija y la nieta cumplen su rol dentro del cuento, siendo ellas el centro de una visión cambiante a través del tiempo, de las épocas que las determinan y diferencian (aunque siempre relacionándose entre ellas), así como su condición de mujeres vistas desde diferentes condicionamientos históricos y sociales que las llevan siempre a una marginalidad. Se muestra la fuerza de la mujer en sus personajes al enfrentarse a situaciones, abriéndose paso dentro de una sociedad patriarcal. Las mujeres de diferentes edades nos hacen ver también cierta distinción entre los dos mundos que se plantean: la niña, que vive dentro de una realidad de la ensoñación, donde la imaginación y la inocencia la hacen estar en la niñez, y que sin embargo debe desenvolverse de forma determinada por ser una mujer; por otra parte, la visión de la madre o la abuela nos hace ver una determinación de lo femenino diferente, pues en su edad adulta han tenido que cumplir su papel como mujeres, siendo madres y esposas, y finalmente muchas veces se encuentran solas en su adultez, siendo conscientes de la marginalidad a la que siempre fueron sometidas. Se puede constatar esta preocupación en un fragmento de su cuento Oriane, tía Oriane:  
"Ya casada, cuando el tiempo no era más un chispear de instantes sino el lento transcurrir de días iguales, observando jugar a su hija en el jardín de una casa donde un marido cualquiera la había confinado, intentaría recordar en qué momento había oído los ruidos por primera vez, si al día siguiente de haber hojeado el álbum o más tarde, cuando Fidelia anunció que un desconocido había entrado a la playa y recogía caracoles mirando descaradamente hacia la casa. Pero no podría precisar el recuerdo."
El hecho de haber nacido dentro de una familia de la clase alta barranquillera marca fuertemente sus textos, lo cual se puede observar en los espacios donde se desarrollan los personajes: grandes casa o fincas campestres, habitaciones de familias adineradas, en las que se desarrolla la particular situación de la mujer dentro del círculo social burgués, dando una visión urbana de lo que sucedía en la época. 
En 1969 publica su primer cuento, “El muñeco”, en la revista Eco y más adelante en el Magazín Dominical de El Espectador. En 1975 publica su segundo cuento, “Oriane, tía Oriane”, también en la revista Eco; en 1980 publica el cuento “La noche feliz de Madame Yvonne”, que escribió en 1977, el mismo año en que comenzó a escribir “En diciembre llegaban las brisas”, publicada en 1987 bajo el sello de la editorial Plaza & Janes; en esta misma época la cineasta Fina Torres rodó el filme "Oriana", basado en el segundo cuento de la escritora, el cual obtuvo el galardón Cámara de Oro en Cannes, y el premio del Festival de Cine de Cartagena, entre otros. Su novela "En diciembre llegan las brisas" recibió el premio literario Grinzane–Cavour al mejor libro extranjero en 1989 con su versión traducida al italiano. Logró publicar en Bogotá una antología de cuentos que había iniciado en 1986, titulada El encuentro y otros relatos, bajo el sello editorial Áncora Editores. con la cual ganó el premio literario internacional Grinzane-Cavour en 1989. 
Los derechos de su última novela, "El tiempo de las amazonas", se mantuvieron reservados por sus dos hijas y su primer esposo, Plinio Apuleyo Mendoza, desde que la terminó en 1994, un año antes de morir. Fue publicada en marzo de 2020.

## Libros

### Cuento
- 1980: Algo tan feo en la vida de una señora bien
- 1992: El encuentro y otros relatos

### Novela
- 1987: En diciembre llegaban las brisas
- 2020: El tiempo de las amazonas

## Influencias
Marvel Moreno fue influida principalmente por Virginia Woolf, James Joyce, Carson McCullers y William Faulkner, además de por sus amigos del Grupo de Barranquilla, Álvaro Cepeda Samudio y Gabriel García Márquez. 

## Importancia literaria
Publicada en Colombia y España, traducida al francés y al italiano, la difusión de su obra aún es escasa en Colombia, aunque se trabaja continuamente en pro del conocimiento de sus textos, que sí son ampliamente valorados en el exterior: los escritores que la familia designó como albaceas de su obra, Jacques Guillard y Fabio Rodríguez Amaya, apuntan a una mezcla de discriminaciones: 
"Desconocida por el gran público, ignorada por los medios de comunicación, tergiversada por los editores, enviada y censurada por la cultura oficial y de régimen, objeto de altanero esnobismo incluso de sus compatriotas famosos, hostilizada por la familia, aislada por la enfermedad, asediada por la pobreza, con todos estos, para nada pocos obstáculos, suscita estupor que haya logrado publicar tres libros en vida", 1997. 
Su obra pone de manifiesto el pensamiento y el rol de la mujer en la sociedad típica de las clases altas del Caribe colombiano, y en general de toda América Latina, por lo que muchas de sus obras han sido catalogadas como feministas —aunque nunca militó ni declaró ser feminista—, así como el tránsito progresivo entre la mujer en una sociedad patriarcal y su rol igualitario en la sociedad del siglo XXI.
Ha sido encuadrada a menudo dentro del realismo mágico característico de otros autores colombianos como José Félix Fuenmayor, Álvaro Cepeda Samudio y Gabriel García Márquez, aunque desde un abordaje propio de la élite social a la que pertenecía.